# Megachile tapytensis
Megachile tapytensis är en biart som beskrevs av Mitchell 1929. Megachile tapytensis ingår i släktet tapetserarbin, och familjen buksamlarbin. Inga underarter finns listade i Catalogue of Life.